# Dinocephalia
Los dinocéfalos (Dinocephalia, gr. "cabeza terrible") son un suborden de terápsidos ("reptiles" mamiferoides) extintos que vivieron en el período Pérmico.

## Descripción
A excepción de los biarmosuquios y eotitanosuquios, los dinocéfalos eran los terápsidos menos avanzados, comparten algunas características con sus ancestros pelicosaurios, sin embargo también poseen adaptaciones más avanzadas de los terápsidos, como la expansión del hueso iliaco y miembros más rectos. Dentro del suborden se incluyen carnívoros, herbívoros y omnívoros, algunos son semiacuáticos y otros terrestres. Se encontraban entre los animales más grandes del Pérmico, solo los caseidos y pareiasaúridos rivalizaban e incluso superaban su tamaño. Los herbívoros Tapinocephalus y los omnívoros Titanosuchus pudieron pesar hasta dos toneladas y medir hasta 4,5 metros de largo, mientras los carnívoros como Titanophoneus y Anteosaurus alcanzaban por lo menos la misma longitud, con cráneos robustos de hasta 80 cm de largo y un peso de aproximadamente media tonelada.
Todos los dinocéfalos se caracterizaban por tener incisivos entrelazados permitiéndoles un ajuste más cortante entre los dientes superiores e inferiores. La mayoría de ellos desarrollaron engrosamientos óseos en los huesos del cráneo, lo cual parece una adaptación para la agresión intraespecífica por medio de embestidas o topes, durante la competencia por el territorio y el derecho a reproducirse. En algunos géneros como Estemmenosuchus y Styracocephalus existe una estructura similar a un cuerno, el cual evolucionó en forma independiente en cada uno de los casos.

## Evolución
Los dinocéfalos evolucionaron de los terápsidos similares a los pelicosaurios que vivieron durante el Cisuraliano. Estos animales se expandieron gracias a la desaparición de los pelicosaurios. A principios del Capitaniense, los dinocéfalos avanzados se diversificaron en una gran cantidad de herbívoros; en la meseta del Karoo (Sudáfrica) se ha encontrado un claro ejemplo de esta megafauna. Poco después de haberse diversificado los dinocéfalos desaparecieron súbitamente. La razón de su extinción no es clara; fueron reemplazados por terápsidos mucho más pequeños como dicinodontos y biarmosuquios carnívoros, gorgonópsidos y terocéfalos.

## Taxonomía

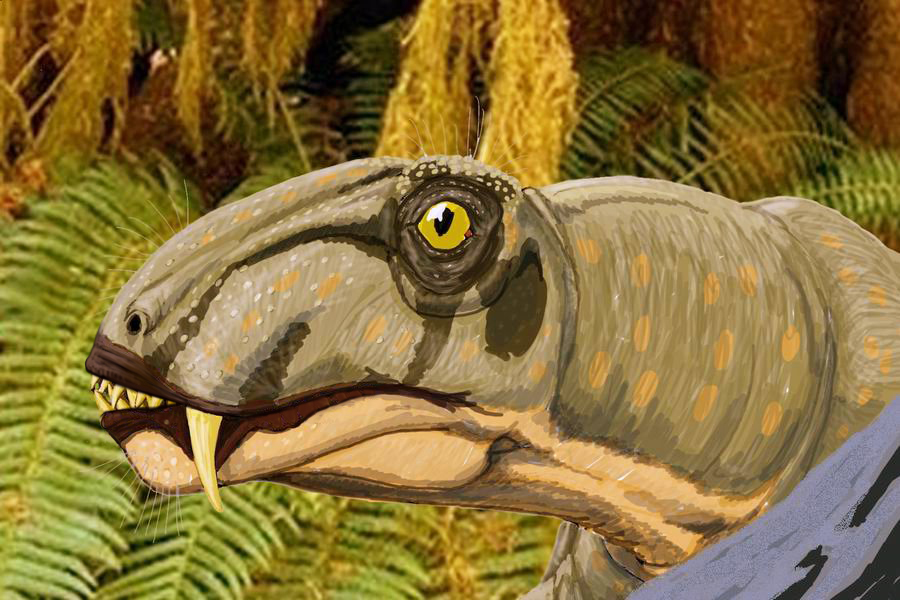
Cabeza de Stenocybus.

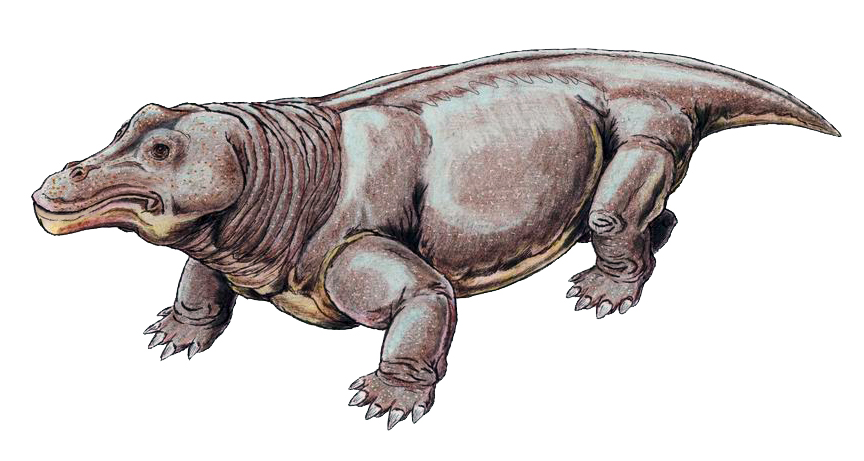
Struthiocephalus.

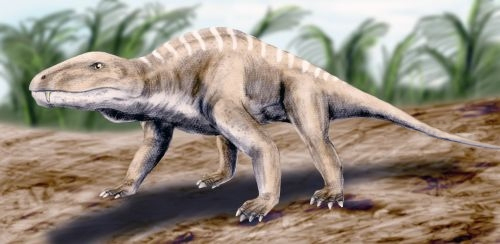
Titanophoneus.

- CLASE SYNAPSIDA
  - Orden THERAPSIDA
    - Suborden DINOCEPHALIA
      - Mnemiosaurus
      - ? Rhopalodon
      - ? Familia Phreatosuchidae
        - Phreatosaurus
        - Phreatosuchus

      - Familia Estemmenosuchidae
        - Anoplosuchus
        - Estemmenosuchus
        - Molybdopygus
        -  ?Parabradysaurus
        - Zopherosuchus

      - Anteosauroidea
        - Stenocybus
        - Familia Anteosauridae (=Brithopodidae?)
          - Admetophoneus
          - Anteosaurus
          -  ?Archaeosyodon
          - Brithopus
          - Chthomaloporus
          - Doliosauriscus
          - Eosyodon
          - Sinophoneus
          - Titanophoneus

        - Familia Deuterosauridae
          - Deuterosaurus

        - Familia Syodontidae
          - Australosyodon
          - Notosyodon
          - Syodon

      - Tapinocephalia
        -  ?Dimacrodon
        -  ?Driveria
        -  ?Mastersonia
        - Familia Tapinocephalidae
          - Keratocephalus
          - Moschops
          - Mormosaurus
          - Riebeeckosaurus
          - Struthiocephalus
          - Struthionops
          - Styracocephalus
          - Tapinocanius
          - Tapinocephalus
          - Titanophoneus
          - Ulemosaurus

        - Familia Titanosuchidae
          - Jonkeria
          -  ?Microsyodon
          - Titanosuchus